# Katsdorf

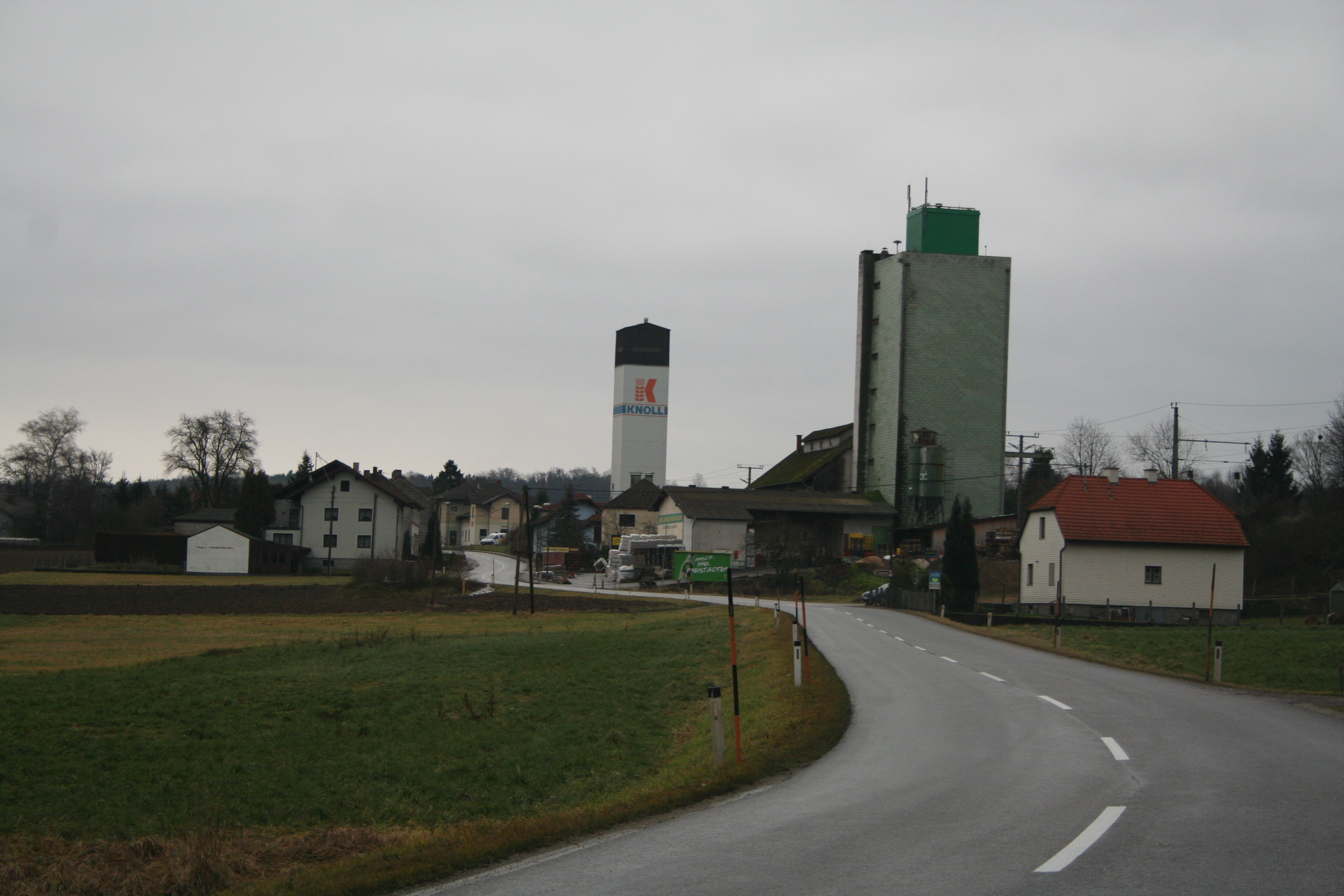
Anfahrt zur Ortschaft Lungitz – von St. Georgen/Gusen aus kommend, mit Lagerhausturm und Knoll-Mühle Turm

Katsdorf ist eine Gemeinde in Oberösterreich im Bezirk Perg im Mühlviertel mit 3317 Einwohnern (Stand 1. Jänner 2024).

## Geografie
Der Ort Katsdorf liegt auf 306 Meter Höhe im Mühlviertel. Die Ausdehnung der Gemeinde beträgt von Nord nach Süd 4,6 und von West nach Ost 5,5 Kilometer. Die Gesamtfläche umfasst 14,66 Quadratkilometer. Davon sind 11 Prozent bewaldet, 74 Prozent werden landwirtschaftlich genutzt.

### Gemeindegliederung
| Katastralgemeinden    | Ortschaften in der Gemeinde |
| --------------------- | --- |
| Bodendorf (14,67 km²) | Blindendorf (R) · Bodendorf (R) · Breitenbruck (R) · Edt (R) · Greinsberg (R) · Grünau (R) · Katsdorf (D) Eichwiesel (Sdlg) Lungitz (D) · Neubodendorf (R) · Nöbling (R) · Reiser (R) Im Haag (R) Rothof (R) · Ruhstetten (R) Lehen (R) Schwarzendorf (R) · Standorf (D) · Weidegut (R) |
| Legende               | |

| In der Spalte Katastralgemeinden sind sämtliche Katastralgemeinden einer Gemeinde angeführt. In der Klammer ist die jeweilige Fläche in km² angegeben. |
| In der Spalte Ortschaften sind sämtliche von der Statistik Austria erfassten Siedlungen, die auch eine eigene Ortschaftskennziffer aufweisen, angeführt. In der Hierarchieebene derselben Spalte, rechts eingerückt, werden nur Ansiedlungen, die mindestens aus mehreren Häusern bestehen, dargestellt. Die wichtigsten der verwendeten Abkürzungen sind: - M = Hauptort der Gemeinde - Stt = Stadtteil - R = Rotte - W = Weiler - D = Dorf - ZH = Zerstreute Häuser - Sdlg = Siedlung - Hgr = Häusergruppe - E = Einzelgehöft (nur wenn sie eine eigene Ortschaftskennziffer haben) Die komplette Liste der Statistik Austria ist in: Topographische Siedlungskennzeichnung nach STAT Zu beachten ist, dass manche Orte unterschiedliche Schreibweisen haben können. So können sich Katastralgemeinden anders schreiben als gleichnamige Ortschaften bzw. Gemeinden. Quelle: Statistik Austria – |

Das Gemeindegebiet entspricht der Katastralgemeinde Bodendorf und umfasst folgende Ortschaften (in Klammern Einwohnerzahl Stand 1. Jänner 2024):
- Blindendorf (13)
- Bodendorf (456)
- Breitenbruck (155)
- Edt (19)
- Greinsberg (33)
- Grünau (34)
- Katsdorf (1452) samt Eichwiesel
- Lungitz (141)
- Neubodendorf (129)
- Nöbling (51)
- Reiser (49) samt Im Haag
- Rothof (17)
- Ruhstetten (304) samt Lehen
- Schwarzendorf (24)
- Standorf (255)
- Weidegut (185)

Die Gemeinde gehört zum Gerichtsbezirk Perg.

### Nachbargemeinden
| Engerwitzdorf            | Wartberg ob der Aist                        |                      |
|                          | Kompassrose, die auf Nachbargemeinden zeigt |                      |
| St. Georgen an der Gusen |                                             | Ried in der Riedmark |

## Geschichte
Erstmals wird der Ort als Chazilinistorf im Jahr 1125 urkundlich genannt. Die Herren von Chazilinisdorf wohnten damals am Burgstall Wolfsbach.
Ursprünglich im Ostteil des Herzogtums Bayern liegend, gehörte der Ort seit dem 12. Jahrhundert zum Herzogtum Österreich. Seit 1490 wird er dem Fürstentum Österreich ob der Enns zugerechnet. Anfang des 16. Jahrhunderts verbreitete sich die Reformation in der Gegend, heftige Glaubenskämpfe und die Durchführung der Gegenreformation waren die Folge.
Während der Napoleonischen Kriege war der Ort mehrfach besetzt. Seit 1918 gehört der Ort zum Bundesland Oberösterreich.
Mit dem Anschluss Österreichs an das Deutsche Reich am 13. März 1938 gehörte der Ort zum Gau Oberdonau. Ende 1944 wurde nach dem langjährigen Einsatz von KZ-Häftlingen aus dem KZ Gusen im Ortsteil Lungitz das KZ Gusen III eingerichtet, das im Mai 1945 von amerikanischen Truppen befreit wurde. In der Nähe des Lagerhauses wurde ein KZ Gedenkstein errichtet. Nach 1945 erfolgte die Wiederherstellung Oberösterreichs.
Bei Arbeiten am Gleisunterbau am Bahnhof Lungitz im Herbst 2018 trat eine Schicht Asche mit Knochen zutage. Am 11. Dezember 2019 informierte Innenminister Wolfgang Peschorn bei einer Veranstaltung, dass tatsächlich menschliche Knochen und für ein KZ und jene Zeit typische Artefakte gefunden worden sind und eine Gedenkstätte errichtet werden soll.

### Kirchenchronik
Die Pfarrkirche zum Hl. Vitus in Katsdorf:
1116: Hermann von Chazilinitorf d. Ä. baute eine Kirche – vermutlich aus Holz, wie es zu dieser Zeit im Mühlviertel üblich war – und ließ sie am 4. April vom Passauer Bischof Ulrich I. von Passau weihen. Sitz der Hochfreien von Chazilinitorf soll Burg Wolfsbach in Neubodendorf gewesen sein.
1125 übergibt Hermann von Chazilinitorf d. J. die Eigenkirche von Katsdorf an das Stift St. Florian.
1350: In einer Urkunde vom Stift Sankt Florian vom 29. September wird Katsdorf ausdrücklich „Parochia“ (Pfarre) genannt, ein Zeichen, dass diese zu jener Zeit noch selbständige Pfarre war.
1546: Der Propst des Stiftes konnte die Pfarre wegen Priestermangels nicht mehr besetzen. Katsdorf wurde eine Filiale der „Mutterpfarre“ Ried in der Riedmark. Es wurde einmal im Monat ein Gottesdienst gehalten, sonst mussten die Leute nach Ried oder Gallneukirchen gehen.
1645: Die heutige Pfarrkirche zum Hl. Vitus wurde erbaut, wie auf der Marmortafel über der Sakristei berichtet wird. Von 1715 bis 1725 wurde jährlich nur fünfmal ein Gottesdienst von Rieder Geistlichen in Katsdorf gefeiert. Von 1726 bis 1781 hielt ein Priester aus Ried schon jeden Monat eine Messe in Katsdorf. Es ist verständlich, dass Katsdorf bestrebt war, wieder eine eigene Pfarre zu werden.
1785: Am 30. August erging der Befehl des kaiserlichen Statthalters Eybl an das Stift St. Florian, einen ständigen Seelsorger nach Katsdorf zu schicken. Damit wurde aus der Filialkirche wieder eine Pfarrkirche.
1838: Am 8. April schlug der Blitz in die Kirche ein und setzte den Turmhelm und den Dachstuhl des Kirchenschiffs in Brand. Die Kirche wurde großteils zerstört, nur das Presbyterium und die Sakristei blieben erhalten. Eifrig wurde am Wiederaufbau der Kirche gearbeitet, sodass sie bereits am 29. Oktober 1838 von Bischof Gregor Thomas Ziegler geweiht werden konnte.
1891: Die Orgel wurde vom Orgelbaumeister Josef Matthäus Mauracher aus St. Florian erbaut. Sie wurde 1998 von der Orgelbaufirma Walcker-Mayer aus Guntramsdorf generalsaniert. Die Prospektpfeifen, die dem Ersten Weltkrieg zum Opfer gefallen waren, wurden in Erbauerart neu angefertigt; auch das Orgelgehäuse wurde restauriert.
1892–1893: Die barocke Kircheneinrichtung wurde entfernt und durch eine neue im Renaissancestil ersetzt.
1967 wurde die Kirche der Liturgiereform des II. Vatikanischen Konzils entsprechend renoviert. Der Hochaltar, die Seitenaltäre, die Kanzel und das Kommuniongitter wurden entfernt, der Altarraum mit Volksaltar und Ambo neu gestaltet.
1983 fand eine Innenrenovierung der Kirche statt. Ein barockes Altarbild, das Martyrium des Kirchenpatrons Vitus darstellend, befindet sich in der Mitte des Altarraumes. Über der Sakristeitür ist ein Bild des Hl. Augustinus angebracht. Barocke Bilder mit der Heiligen Familie und dem Hl. Sebastian befinden sich über Tabernakel und Taufstein.
1985 wurden zum 200-Jahre-Jubiläum der Pfarre zwei dem Barock nachempfundene Statuen, Maria mit dem Kinde und der Hl. Florian, im Kirchenschiff aufgestellt.
2002: Am 3. Juni begann die Außenrenovierung der Pfarrkirche und am 17. August wurde das Turmkreuz aufgesteckt und ein Pfarrfest gefeiert.

### Pfarrherren von Katsdorf
Pfarrer der 33 Florianer Stiftspfarren blieb bis zum II. Vatikanum (1962–1965) der Propst von St. Florian. Die Seelsorger vor Ort waren meistens Chorherren (CanReg) des Stiftes die meist als Pfarrverweser oder Pfarrvikare fungierten.
- 1785–1787 Zacharias Kunze CanReg, Pfarrverweser
- 1787–1790: Ignaz Mayr von Taufkirch CanReg, Pfarrverweser
- 1791–1798: Josef Danzer CanReg, Pfarrverweser
- 1798–1813: Johannes Einböck CanReg, Pfarrvikar
- 1814–1832: Johann B. Waizhofer, CanReg, Pfarrvikar
- 1833–1834: Mathias Löcker CanReg, Pfarrverweser
- 1835–1842: Josef Reindl CanReg, Pfarrvikar
- 1843: Anton Zeitlmayr CanReg, Pfarrprovisor
- 1844–1857: Ferdinand Fuxjäger CanReg, Pfarrvikar
- 1858: Jakob Stark CanReg, Pfarrprovisor
- 1858–1862: Carolus Fiedernandt CanReg, Pfarrvikar
- 1862–1867: Josef Zauner CanReg, Pfarrvikar
- 1867–1872: Georg Laher CanReg, Pfarrvikar
- 1872–1889: Franz Forstner CanReg, Pfarrvikar
- 1890–1896: Rudolf Dworsky CanReg, Pfarrvikar
- 1897–1902: Carl Kastner CanReg, Pfarrvikar
- 1902–1916: Anton Riedl CanReg. Pfarrvikar
- 1916–1920: Johann Kremsberger CanReg, Pfarrvikar
- 1920–1930: Karl Tauchmann CanReg, Pfarrvikar
- 1930–1951: Josef Spaller CanReg. Pfarrvikar
- 1951–1954: Anton Reisinger CanReg. Pfarrvikar
- 1954–1969: Ambrosius Lang, Weltpriester, Pfarrvikar
- 1969–1985: Alois Harrer CanReg, Pfarrvikar
- 1985–2015: Josef Etzelstorfer CanReg, Pfarrer
- seit 2015: Franz Wenigwieser OFS, Pfarrer

## Kultur und Sehenswürdigkeiten

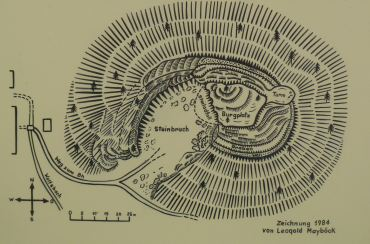
Burgstall Wolfsbach

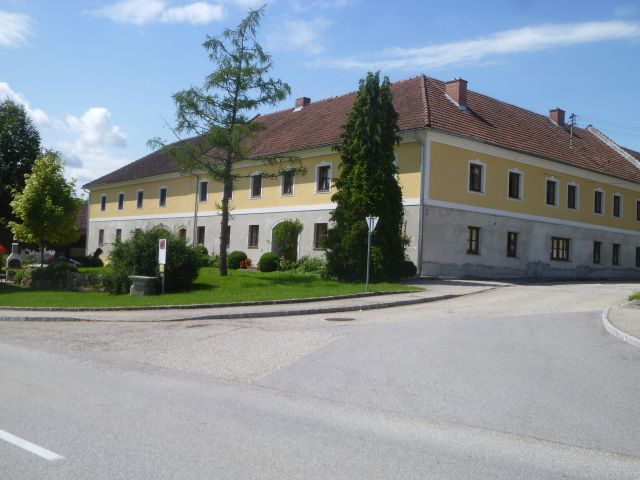
Schloss Bodendorf

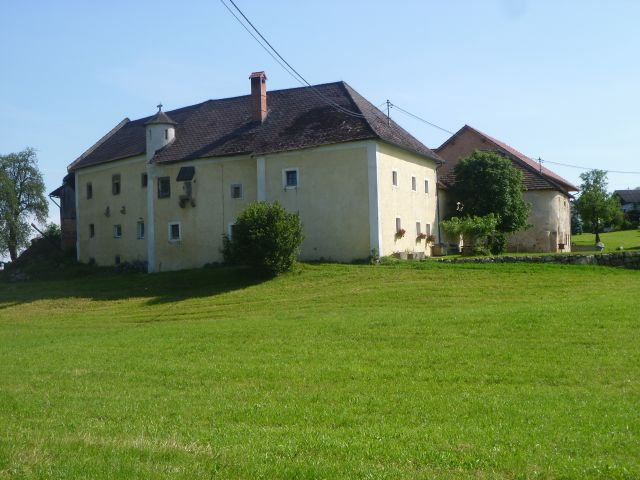
Schloss Breitenbruck

- Katholische Pfarrkirche Katsdorf hl. Vitus
- Karden- und Heimatmuseum Katsdorf: hier wird u. a. die mittlerweile ausgestorbene Produktion von Weber-Karden dargestellt
- Schloss Bodendorf (erstmals erwähnt 1270): Erhaltener Meierhof mit historischem Schlossbrunnen.
- Schloss Breitenbruck (erstmals erwähnt 1230): Eindrucksvolle erhaltene historische Gebäudeteile.
- Burgstall Wolfsbach (erwähnt um 1100): Burgberg mit erhaltenen Geländespuren.
- Kino: In Katsdorf gibt es ein Programm- und Premierenkino, das auch für Theateraufführungen genutzt wird.

### Musik
- Musikverein Katsdorf
- Gusentaler Bläserquintett (Flöte, Oboe, Klarinette, Horn, Fagott)
- Chazilini Brass (2 Trompeten, Horn, Posaune, Bass)
- Bodendorfer Tanzlmusi
- Bodenderfl Hafsoke Klezmorim
- Verein Kirchenchor St. Vitus
- UNIVOICES – die junge Chorgemeinschaft
- regelmäßige Chorprojekte
- Kisi-Club Katsdorf

## Wirtschaft und Infrastruktur

### Verkehr
- Bahn: Katsdorf liegt an der Summerauer Bahn und hat eine eigene Haltestelle etwas außerhalb vom Ortskern im Ortsteil Neubodendorf. Der nächste größere Bahnhof liegt in Lungitz.
- Straße: Über die in rund fünf Kilometer nordwestlich des Gemeindegebietes verlaufende Mühlkreis Autobahn A7 ist Katsdorf gut mit Linz verbunden.[5]

### Sport
- Ein Fußballverein SPG Katsdorf, mit einer Mannschaft in der Bezirksliga Nord und einer in der 2. Klasse Nordmitte
- Tennisplätze
- Beachvolleyballplätze
- Motorikparkoasen (VS Katsdorf, ASKÖ Katsdorf, FF Lungitz)

## Politik

### Gemeinderat
Der Gemeinderat besteht aus 25 Mandataren.
- Mit den Gemeinderats- und Bürgermeisterwahlen in Oberösterreich 1997 hatte der Gemeinderat folgende Verteilung: 13 ÖVP, 10 SPÖ und 2 FPÖ.[6]
- Mit den Gemeinderats- und Bürgermeisterwahlen in Oberösterreich 2003 hatte der Gemeinderat folgende Verteilung: 12 ÖVP, 11 SPÖ und 2 GRÜNE.[7]
- Mit den Gemeinderats- und Bürgermeisterwahlen in Oberösterreich 2009 hatte der Gemeinderat folgende Verteilung: 14 ÖVP, 9 SPÖ und 2 GRÜNE.[8]
- Mit den Gemeinderats- und Bürgermeisterwahlen in Oberösterreich 2015 hatte der Gemeinderat folgende Verteilung: 15 ÖVP, 6 SPÖ und 4 GRÜNE.[9]
- Mit den Gemeinderats- und Bürgermeisterwahlen in Oberösterreich 2021 hat der Gemeinderat folgende Verteilung: 12 ÖVP, 9 SPÖ, 3 GRÜNE und 1 FPÖ.[10]

### Bürgermeister
Bürgermeister seit 1850 waren:
In Bodendorf:
- 1850–1861 Johann Gusenbauer
- 1861–1870 Florian Strasser
- 1870–1879 Johann Derntl
- 1879–1882 Josef Bernhard
- 1882–1894 Johann Grubbauer
- 1894–1900 Michael Gusenbauer
- 1900–1909 Johann Peheim
- 1909–1912 Franz Ramer
- 1912–1919 Michael Gusenbauer
- ab 1919 Ferdinand Reisinger

In Katsdorf:
- 1942–1945 Hans Hammer
- 1945–1947 Josef Dollentz
- 1947–1955 Franz Peheim
- 1955–1964 Leopold Amerstorfer
- 1964–1975 Franz Furthlehner
- 1975–1977 Sebastian Scheuchenegger
- 1977–1985 Josef Nesser
- 1985–1997 Hubert Wöckinger
- 1997–2020 Ernst Lehner (ÖVP)
- seit 2020 Wolfgang Greil (ÖVP)

### Wappen
Offizielle Beschreibung des 1973 verliehenen Gemeindewappens: Schräglinks geteilt; oben in Rot ein silbernes Patriarchenkreuz mit Kugelenden; unten in Silber der grüne Blütenkopf einer Weberkarde.
Die Gemeindefarben sind Rot-Weiß-Grün.

## Persönlichkeiten

### Söhne und Töchter der Gemeinde
- Sebastian Grubauer (1833–1891), Landwirt und Abgeordneter zum Österreichischen Abgeordnetenhaus, in Katsdorf geboren
- Richard Wall (* 1953), Schriftsteller, in Katsdorf aufgewachsen
- Sylvia Haider (* 1959), Schauspielerin, in Katsdorf aufgewachsen
- Martin Winkler (* 1963), Unternehmer und Politiker, in Katsdorf geboren

### Personen mit Bezug zur Gemeinde
- Anna Goldgruber (* 1957), Textilkünstlerin, lebt in Katsdorf